# Turul Flandrei 2011
Turul Flandrei 2011 este ediția 95 a cursei clasice de ciclism Turul Flandrei, cursă de o zi. Se desfășoară pe data de 3 aprilie 2011, între Bruges și Ninove.

## Rezultate
|    | Ciclist                   | Echipă                  | Timp       |
| -- | ------------------------- | ----------------------- | ---------- |
| 1  | Nick Nuyens (BEL)         | Team Saxo Bank-SunGard  | 6h 00' 42" |
| 2  | Sylvain Chavanel (FRA)    | Quick Step              | t.e.       |
| 3  | Fabian Cancellara (SUI)   | Leopard-Trek            | t.e.       |
| 4  | Tom Boonen (BEL)          | Quick Step              | 2"         |
| 5  | Sebastian Langeveld (NED) | Rabonank                | 8"         |
| 6  | George Hincapie (USA)     | BMC Racing Team         | 8"         |
| 7  | Bjorn Leukemans (BEL)     | Vacancesoleil-DCM       | 8"         |
| 8  | Staf Scheirlinckx (BEL)   | Verandas Willems-Accent | 8"         |
| 9  | Philippe Gilbert (BEL)    | Omega Pharma-Lotto      | 8"         |
| 10 | Geraint Thomas (GBR)      | Team Sky                | 8"         |